# Jeff Mullins
Jeffrey Vincent Mullins (Queens, 18 maart 1942) is een voormalig Amerikaans basketballer en basketbalcoach. Hij won met het Amerikaans basketbalteam de gouden medaille op de Olympische Zomerspelen 1964.
Mullins speelde voor het team van de Duke University, voordat hij in 1964 zijn NBA-debuut maakte bij de St. Louis Hawks. In totaal speelde hij 12 seizoenen in de NBA. Tijdens de Olympische Spelen speelde hij 8 wedstrijden, inclusief de finale tegen de Sovjet-Unie. Gedurende deze wedstrijden scoorde hij 18 punten.
Na zijn carrière als speler was hij werkzaam als basketbalcoach voor de Charlotte 49ers, het team van de Universiteit van North Carolina.

4 Jim Barnes · 
5 Bill Bradley · 
6 Larry Brown · 
7 Joe Caldwell · 
8 Mel Counts · 
9 Richard Davies · 
10 Walt Hazzard · 
11 Lucious Jackson · 
12 Pete McCaffrey · 
13 Jeff Mullins · 
14 Jerry Shipp · 
15 George Wilson · 
Coach Henry Iba